# 秋田県フットボールセンター
秋田県フットボールセンター（あきたけん―）は、秋田県潟上市にあるサッカーグラウンドである。人工芝1面とクラブハウス一つからなり、土盛りの観客席となっている。秋田県サッカー協会主催の試合が多数開催されている。道の駅天王グリーンパークに隣接し自家用車利用が多いが、男鹿線上二田駅から徒歩20分の距離にある。人工芝は、住友ゴム工業のハイブリッドターフXP-62を使用している。

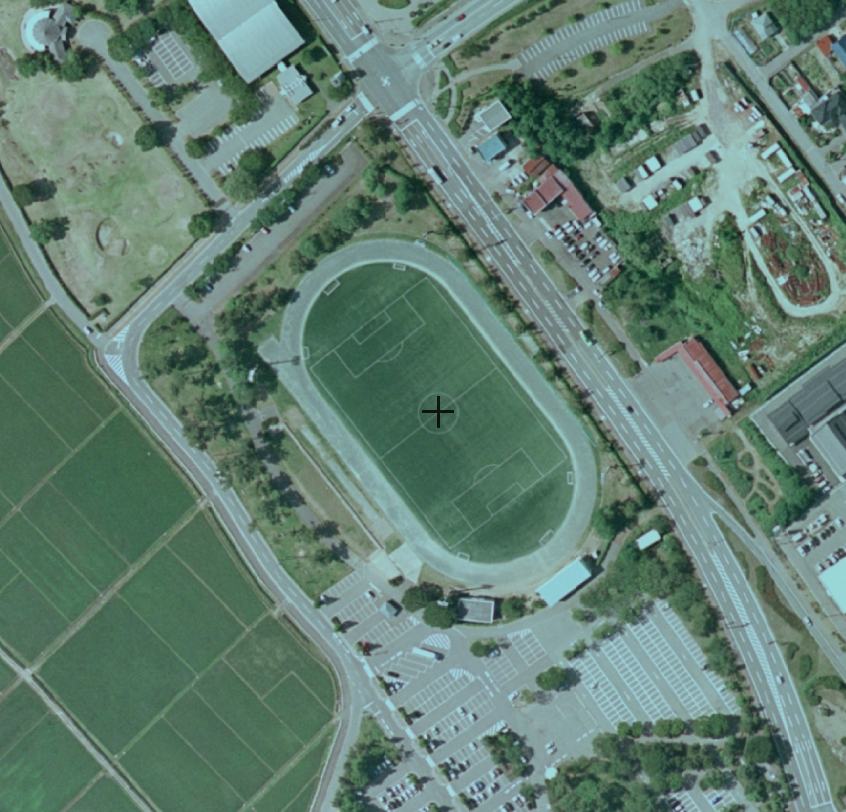
2014年撮影